# Kærlighed og Mekanik
Kærlighed og Mekanik er en amerikansk stumfilm fra 1921 af Theodore Reed.

## Medvirkende
- Douglas Fairbanks som Charlie Jackson
- Marguerite De La Motte som Estrell Wynn
- William Lowery som Philip Feeney
- Gerald Pring som George
- Morris Hughes som Pernelius Vanderbrook Jr
- Barbara La Marr som Claudine Dupree
- Sidney De Gray